# 司馬英
司馬英（?—?），西晋宗室，司马昭曾孙，齐王司马攸之孙，齐武闵王司马冏之子。
永宁元年（301年）十二月，司馬英封为济阳王，永兴元年（302年）十二月，其父司马冏下狱被害，与司馬冰、司馬超被囚于金墉城，济阳国除。后来司马超、司马冰、司马英被赦免还第，司馬英后事不详。
| 前任： 初封 | 晋朝济阳王 301年－302年 | 繼任： 国除 |